# Groupe I des éliminatoires de la Coupe d'Afrique des nations de football 2025
 (juillet 2024).
Le groupe I des éliminatoires de la Coupe d'Afrique des nations de football 2025 est une compétition qualificative pour la phase finale de la Coupe d'Afrique des nations de football 2025, qui se déroule en Maroc.
Navigation
Groupe H Groupe J

## Tirage au sort
Le tirage au sort a eu lieu le 4 juillet 2024 au Johannesburg. Les têtes de série sont désignées via un classement FIFA (construit d'après les résultats lors des dernières FIFA).
Le tirage au sort désigne les équipes suivantes dans le groupe I. Les quarante-huit équipes sont réparties en douze dans quatre chapeaux.
- Chapeau 1 :  Mali (50e du classement FIFA)
- Chapeau 2 :  Mozambique (103e du classement FIFA)
- Chapeau 3 :  Guinée-Bissau (115e du classement FIFA)
- Chapeau 4 :  Eswatini (154e du classement FIFA)

## Classement
| Rang | Équipe        | Pts | J | G | N | P | Bp | Bc | Diff |  | Résultats (▼ dom., ► ext.) |     |     |     |     |
| ---- | ------------- | --- | - | - | - | - | -- | -- | ---- |  | -------------------------- | --- | --- | --- | --- |
| 1    | Mozambique    | 8   | 4 | 2 | 2 | 0 | 7  | 3  | +4   |  | Mozambique                 |     | -   | 2-1 | 1-1 |
| 2    | Mali          | 8   | 4 | 2 | 2 | 0 | 3  | 1  | +2   |  | Mali                       | 1-1 |     | 1-0 | -   |
| 3    | Guinée-Bissau | 4   | 4 | 1 | 1 | 2 | 2  | 3  | -1   |  | Guinée-Bissau              | -   | 0-0 |     | 1-0 |
| 4    | Eswatini      | 1   | 4 | 0 | 1 | 3 | 1  | 6  | -5   |  | Eswatini                   | 0-3 | 0-1 | -   |     |

- Qualification pour la CAN 2025

## Résultats
| 1re journée                  | Guinée-Bissau | 1 - 0   | Eswatini    | Stade du 24-Septembre, Bissau           |                                         |
| 5 septembre 2024 16:00 UTC+0 | Bura (en) 14e | (1 - 0) |             | Arbitrage : Raphiou Abdul Adissa Ligali | Arbitrage : Raphiou Abdul Adissa Ligali |
| 5 septembre 2024 16:00 UTC+0 | Balde 89e     | Rapport | 67e Dlamini | Arbitrage : Raphiou Abdul Adissa Ligali | Arbitrage : Raphiou Abdul Adissa Ligali |

| 1re journée                  | Mali         | 1 - 1   | Mozambique          | Stade du 26-Mars, Bamako          |                                   |
| 6 septembre 2024 19:00 UTC+0 | Bissouma 52e | (0 - 1) | 37e Catamo          | Arbitrage : Alhadj Allaou Mahamat | Arbitrage : Alhadj Allaou Mahamat |
| 6 septembre 2024 19:00 UTC+0 | Diakité 74e  | Rapport | 28e Guima 81e Ernan | Arbitrage : Alhadj Allaou Mahamat | Arbitrage : Alhadj Allaou Mahamat |

| 2e journée                    | Mozambique          | 2 - 1   | Guinée-Bissau | Stade national de Maputo, Maputo  |                                   |
| 10 septembre 2024 15:00 UTC+2 | Guima 5e Macamo 73e | (1 - 1) | 24e Baldé     | Arbitrage : Mohamed Diraneh Guedi | Arbitrage : Mohamed Diraneh Guedi |
| 10 septembre 2024 15:00 UTC+2 | Guima 38e Ernan 90e | Rapport | 90+5e Baldé   | Arbitrage : Mohamed Diraneh Guedi | Arbitrage : Mohamed Diraneh Guedi |

| 2e journée                    | Eswatini                  | 0 - 1   | Mali        | Stade Mbombela, Mbombela           |                                    |
| 10 septembre 2024 15:00 UTC+2 |                           | (0 - 1) | 7e Bissouma | Arbitrage : Rulisa Patience Fidele | Arbitrage : Rulisa Patience Fidele |
| 10 septembre 2024 15:00 UTC+2 | Tfomo 14e Masangane 45+3e | Rapport |             | Arbitrage : Rulisa Patience Fidele | Arbitrage : Rulisa Patience Fidele |

| 3e journée                  | Mozambique | 1 - 1   | Eswatini              | Stade national de Maputo, Maputo |                                 |
| 11 octobre 2024 15:00 UTC+2 | Ratifo 73e | (0 - 0) | 80e Mavuso            | Arbitrage : Pierre Jean Nguiene  | Arbitrage : Pierre Jean Nguiene |
| 11 octobre 2024 15:00 UTC+2 | Pepo 26e   | Rapport | 21e Mkhonta 52e Manan | Arbitrage : Pierre Jean Nguiene  | Arbitrage : Pierre Jean Nguiene |

| 3e journée                  | Mali      | 1 - 0   | Guinée-Bissau                      | Stade du 26-Mars, Bamako    |                             |
| 11 octobre 2024 19:00 UTC+0 | Touré 62e | (0 - 0) |                                    | Arbitrage : Samuel Uwikunda | Arbitrage : Samuel Uwikunda |
| 11 octobre 2024 19:00 UTC+0 |           | Rapport | 29e Encada 64e Baldé 68e Bura (en) | Arbitrage : Samuel Uwikunda | Arbitrage : Samuel Uwikunda |

| 4e journée                  | Eswatini  | 0 - 3   | Mozambique                          | Stade Mbombela, Mbombela            |                                     |
| 14 octobre 2024 21:00 UTC+2 |           | (0 - 2) | 11e Dominguês 41e Ratifo 59e Catamo | Arbitrage : Ring Nyier Akech Malong | Arbitrage : Ring Nyier Akech Malong |
| 14 octobre 2024 21:00 UTC+2 | Matse 66e | Rapport | 86e Pepo                            | Arbitrage : Ring Nyier Akech Malong | Arbitrage : Ring Nyier Akech Malong |

| 4e journée                  | Guinée-Bissau | 0 - 0   | Mali                                     | Stade du 24-Septembre, Bissau |                           |
| 15 octobre 2024 16:00 UTC+0 |               | (0 - 0) |                                          | Arbitrage : Jean Ouattara     | Arbitrage : Jean Ouattara |
| 15 octobre 2024 16:00 UTC+0 | Nogueira 31e  | Rapport | 76e Doucouré · 83e A.Diaby · 85e Diakité | Arbitrage : Jean Ouattara     | Arbitrage : Jean Ouattara |

| 5e journée       | Mozambique                 | 0 - 1   | Mali                                   | Stade national de Maputo, Maputo |                            |
| 15 novembre 2024 |                            | (0 - 1) | 19e Doumbia                            | Arbitrage : Dickens Mimisa       | Arbitrage : Dickens Mimisa |
| 15 novembre 2024 | Nene (en) 25e Reinildo 54e | Rapport | 23e Camara 90+7e Diarra 90+9e Bissouma | Arbitrage : Dickens Mimisa       | Arbitrage : Dickens Mimisa |

| 5e journée       | Eswatini    | 1 - 1   | Guinée-Bissau | Stade Mbombela, Mbombela       |                                |
| 15 novembre 2024 | Mkhonta 81e | (0 - 0) | 87e Mané      | Arbitrage : Abdou Abdel Mefire | Arbitrage : Abdou Abdel Mefire |
| 15 novembre 2024 | Rapport     |         |               | Arbitrage : Abdou Abdel Mefire | Arbitrage : Abdou Abdel Mefire |

| 6e journée       | Guinée-Bissau       | 1 - 2   | Mozambique                        | Stade du 24-Septembre, Bissau |                           |
| 19 novembre 2024 | Beto 42e            | (1 - 1) | 9e Langa 52e Ratifo               | Arbitrage : Joseph Ogabor     | Arbitrage : Joseph Ogabor |
| 19 novembre 2024 | Rofino 14e Dabo 37e |         | 37e Nanani 41e Ernan · 41e Catamo | Arbitrage : Joseph Ogabor     | Arbitrage : Joseph Ogabor |

| 6e journée       | Mali                                                  | 6 - 0   | Eswatini | Stade du 26-Mars, Bamako   |                            |
| 19 novembre 2024 | Touré 7e Nene 17e 23e 76e · Doumbia 42e · Doumbia 89e | (4 - 0) |          | Arbitrage : Mohamed Moussa | Arbitrage : Mohamed Moussa |